# Tan Wangsong
Tan Wangsong (19 de dezembro de 1985) é um futebolista profissional chinês que atua como defensor.

## Carreira
Tan Wangsong representou a Seleção Chinesa de Futebol nas Olimpíadas de 2008, quando atuou em casa.